# Bodotria africana
Bodotria africana är en kräftdjursart som beskrevs av John Todd Zimmer 1908. Bodotria africana ingår i släktet Bodotria och familjen Bodotriidae. Inga underarter finns listade i Catalogue of Life.